# Drujkivka
Drujkivka (en ucraïnès: Дружківка, translit.: Druzhkivka; en rus: Дружковка, Drujkovka) és una ciutat de l'óblast de Donetsk a Ucraïna. La seva població era de 64.557 habitants en el cens del 2001 i es va estimar en 59.863 al 2013. Té una àrea de 46 km².
Drujkivka es troba prop de la unió entre el riu Krivoi Torets i el Kazennyi Torets i, aproximadament, a 180 km de la capital de l'óblast, Donetsk.
Les municipalitats subordinades a la ciutat de Drujkivka són:
- Drujkivka
- Mykolaipillia
- Novohrihorivka
- Novomikolàïvka
- Oleksiïvo-Drujkivka
- Raiske

## Història
El primer esment escrit de la localitat de Drujkivka data del 1781. A partir dels anys 70 del segle xix, la ciutat va créixer al voltant de l'estació de tren. A la primeria del segle xx, hi operaven plantes de fosa de ferro i acer, tallers de mecànica i una fàbrica de sucre. A partir del 1929 s'hi establiren fàbriques de maquinària i una planta metal·lúrgica. El 1938 va rebre l'estatus de ciutat. El 22 d'octubre del 1941 les tropes nazis es van apoderar de Drujkivka i la van mantenir ocupada fins al 6 de febrer del 1943, i després novament del 9 de febrer al 6 de setembre del 1943, quan fou alliberada per l'Exèrcit Roig.